# サタデー・ナイト・ライブ JPN
『サタデー・ナイト・ライブ JPN』（サタデー・ナイト・ライブ ジャパン、英称：SATURDAY NIGHT LIVE JPN）は、フジテレビと吉本興業が制作するバラエティ番組。
地上波版はフジテレビ系列で2011年6月4日から2011年12月24日まで月1回、土曜日 23時10分 - 23時55分（JST）に合計6回生放送された。CS版は2012年10月27日から2013年3月16日までフジテレビNEXT ライブ・プレミアムで同じく月1回、土曜日 21時00分 - 22時30分（JST）に生放送されていた。

## 概要
アメリカ合衆国NBCのバラエティ番組『サタデー・ナイト・ライブ』（以下、SNL）の日本版である。吉本興業が2008年夏から『SNL』の制作会社であるブロードウェイ・ビデオと協議をし、提携関係を結んだ。吉本興業は2009年9月に関連会社を立ち上げ、過去のコントや日本人に分かり易い内容を選んで、試験的に動画サイトに映像を流した。これは、2か月で200万人が閲覧するなど成功を収めた。手応えを感じた吉本興業は2010年から同社制作の番組で『SNL』のコントを紹介。この頃から、同社スタッフが『SNLの日本版』の構想を明かしていた。そして、2011年5月25日に日本版の放送が正式に発表された。月1回ペースでの放送となった。
地上波時代は明石家さんま、今田耕司、同時間帯で通常時放送されていた『ピカルの定理』のレギュラーメンバーに加えて、毎回ホストを務めるゲストを加えてコントを行った。本番組放送週は通常放送の『ピカルの定理』は休止だった。また、本番組直後の時間帯に、今田が司会を務める生放送番組『着信御礼!ケータイ大喜利』（NHK総合テレビ、土曜24時00分 - 24時45分、月3回）があるが、これが休止（第1回、第3回 - 第6回）、もしくは収録時（第2回）に本番組が生放送されていた。
地上波第4回以降の放送直前には公式サイトで、Ustreamを利用した本番前の舞台裏中継を実施した（それ以外は本家『SNL』の動画を配信）。12月の放送をもって当初の契約通り、6回の放送で終了していた。
2012年10月27日に地上波版と同様に月1回、CS放送のフジテレビNEXT ライブ・プレミアムで復活した。土曜日 21:00 - 22:30（JST）の枠で生放送。放送日は地上波版と同様『着信御礼!ケータイ大喜利』の休止日ならびに収録放送日に設定されている。レギュラーキャストはさんま・今田のほかに次長課長、フットボールアワー、ロバート、友近。さらにハウスバンドとしてオーサカ=モノレール、コーラスとしてザ・エリザベス・テーラーズが参加している。生放送終了後には、同チャンネルやフジテレビONE スポーツ・バラエティにて再放送も行われ、よしもとクリエイティブ・エージェンシーの運営するインターネット動画サイト「YNN」でも配信される。

## 出演者

### キャスト
地上波版
- 明石家さんま
- 今田耕司
- ピカルの定理メンバー（通称「ピカリ隊」）
  - ピース（又吉直樹・綾部祐二）
  - モンスターエンジン（西森洋一・大林健二）
  - ハライチ（澤部佑・岩井勇気）
  - 平成ノブシコブシ（吉村崇・徳井健太）
  - 大島麻衣
  - 夏菜
  - 渡辺直美

CS版
- 明石家さんま
- 今田耕司
- 次長課長（河本準一・井上聡）
- フットボールアワー（岩尾望・後藤輝基）
- ロバート（秋山竜次・馬場裕之・山本博）
- 友近

### ゲスト
地上波版
| 回                                     | 放送日         | ゲスト                       | ゲスト         | 視聴率 |
| 回                                     | 放送日         | ホスト                       | アーティスト   | 視聴率 |
| -------------------------------------- | -------------- | ---------------------------- | -------------- | ------ |
| 1                                      | 2011年6月4日   | 岡村隆史（ナインティナイン） | 平井堅         | 7.9%   |
| 2                                      | 2011年7月9日   | ウエンツ瑛士                 | JUJU           | 6.7%   |
| 3                                      | 2011年9月17日  | 泉ピン子                     | 久保田利伸     | 5.7%   |
| 4                                      | 2011年10月22日 | 三谷幸喜                     | スキマスイッチ | 7.7%   |
| 5                                      | 2011年11月26日 | 栗山千明                     | Crystal Kay    | 9.6%   |
| 6                                      | 2011年12月24日 | AI                           | AI             | 10.7%  |
| 視聴率はビデオリサーチ（関東地方）調べ |                |                              |                |        |

CS版
| 回 | 初回放送日     | ゲスト     | ゲスト         |
| 回 | 初回放送日     | ホスト     | アーティスト   |
| -- | -------------- | ---------- | -------------- |
| 1  | 2012年10月27日 | （なし）   | flumpool       |
| 2  | 2012年11月17日 | 小堺一機   | 土屋アンナ     |
| 3  | 2012年12月22日 | 氣志團     | 氣志團         |
| 4  | 2013年1月19日  | 竹中直人   | T.M.Revolution |
| 5  | 2013年2月23日  | 川畑要     | 川畑要         |
| 6  | 2013年3月16日  | 森山直太朗 | 森山直太朗     |

### その他
ハウスバンド
- オーサカ=モノレール
- Mountain Mocha Kilimanjaro（2013年1月）
オーサカ=モノレールの海外ツアーによる代理出演。

コーラス
- ザ・エリザベス・テーラーズ

## 放送内容（地上波版）

### 第1回
| コント | オープニングスケッチ | ホスト岡村の楽屋へ、先輩のさんまがやって来るスタジオ録画コント。 |
|        | オープニングトーク   | 岡村、さんま、今田のオープニングトーク。 |
| コント | レディガガPV撮影     | 監督シリーズ第1弾。直美演じるレディー・ガガの日本版PVを、さんま演じる監督が撮る。岡村はダンサー役。 |
| 歌     | 平井堅 #1            | 「お願いジュリー☆」 |
| コント | バンド再結成         | 今田演じる芸能プロダクションの社長が、岡村ら演じる解散したバンドに「日本が今、こういう時だからこそ」と、再結成の話を持ちかける。このコントで誕生した今田と岡村の『3年B組金八先生』ギャグは、後のスケッチ「スーパークールビズ」や、同局のバラエティ番組『めちゃ×2イケてるッ!』でも行われた。 |
| 歌     | 平井堅 #2            | 「いとしき日々よ」 |
| コント | 雑誌インタビュー     | 平井堅がゲスト参加。雑誌「週刊音楽」の記者（澤部）が平井にインタビューをするも、マネージャー（さんま）が文句をつける。 |
| コント | スーパークールビズ   | 同局『ニュースJAPAN』のパロディ。メインキャスターは夏菜演じる夏元優里。コメンテーターを演じる岡村がクールビズ解説中に、夏菜・綾部・西森・今田・さんまに次々と水をかけられる。最後は岡村が客席に逃げ、西森・今田・さんまが客席へ水風船を投げる。                                             |
|        | エンディング         | |

### 第2回
| コント | オープニングスケッチ       | ホストであるウエンツとピカリ隊のいる楽屋に、さんまがやって来る。すると、モンスターエンジンとその母親・モンスターペアレント（今田）が登場するスタジオコント。                                                                           |
|        | オープニング               | 着替中のウエンツやさんま、今田が映し出された。 |
|        | オープニングトーク         | ウエンツ、さんま、今田のオープニングトーク。 |
| コント | マルモのおきて2            | 同局のテレビドラマ『マルモのおきて』の続編を撮影する監督シリーズ第2弾。スタジオ録画コント。 |
|        | ミュージック・ジングル (1) | レディー・ガガ「Born This Way」のパロディ。直美演じるガガがサングラスを外すと、目玉マーク（フジサンケイグループのシンボルマーク）のメイクがされているという演出。                                                                      |
| 歌     | JUJU                       | 「また明日...」 |
| コント | 笑顔のまんま               | 同年の『FNS27時間テレビ』で行われる「復興スマイルライブ in 宮城」で歌うことになった「笑顔のまんま」を練習するコント。ウエンツは、バンドマスターのウエンツ池田（ダン池田のパロディ）役。                                                |
|        | ミュージック・ジングル (2) | 少女時代「MR.TAXI」のパロディ。ここで今田らが扮した「女装時代」は好評となり（キャストたちも気に入った）、翌月の『FNS27時間テレビ』の復興スマイルライブや、同年の『史上最大の大忘年会! さんまの全日本宴会芸コンテスト』でも披露された。 |
|        | エンディング               | この回は随所に、夏菜演じるクレーム受付係が登場する「視聴者クレームセンター」があった。 |

### 第3回
- オープニングスケッチ「NGマネージャー」
  - ホストである泉ピン子の楽屋へさんまとピカリ隊が挨拶に行くスタジオコント。最後に泉は、トラウマである鳥の人形や着ぐるみを見せられ、おびえた（泉には事前に知らされていなかった）。
- オープニング
- オープニングトーク
  - 泉、さんま、今田のオープニングトーク。
- 笑う世間は鬼ばかり
  - 泉出演のテレビドラマ『渡る世間は鬼ばかり』のパロディ。さんまが先月芸能界を引退した島田紳助に触れ、泉は生放送前にさんまの前妻・大竹しのぶから来たメールをさんまに見せた。
- 久保田利伸ライブリハーサル
  - 久保田利伸が出演する監督シリーズ第3弾。スタジオ録画コント。このスケッチでもさんまが紳助に触れた。
- 久保田利伸「声にできない」
- 澤サワベの憂鬱
  - サッカー日本女子代表を舞台にした、サッカー選手澤穂希のパロディ。スタジオコント。
- エンディング

### 第4回
- オープニングスケッチ「遥かなるタイトルコール」
  - ホストである三谷幸喜が、楽屋から会場まで走って向かうが、バナナの皮ですべったり、水に落ちたりする。途中でフジテレビのマスコットであるラフくんが登場。
- オープニング
- オープニングトーク
  - 三谷、さんま、今田のオープニングトーク。
- ヒットメーカーの手腕
  - 三谷演じるヒットメーカー・秋元康がさまざまな提案で内閣を救おうとする。さんまと三谷がアドリブで喧嘩を始め、後のスケッチやトークでも喧嘩が続いた。最後にはスキマスイッチも登場した。
- 新監督就任
  - サッカーワールドカップ最終予選中、ザック監督が失踪したため、三谷扮する清掃係が監督になる。
- スキマスイッチ「晴ときどき曇」
- 世界新新体操2011
  - 世界新体操選手権のパロディ。
- エンディング

### 第5回
- オープニングスケッチ「バレーボールW杯試合直前」
  - バレーボールワールドカップのパロディ。今田が栗山千明とさんまのエピソードを暴露。スタジオコント。
- オープニング
- オープニングトーク
  - 栗山、さんま、今田のオープニングトーク。
- 家政婦のベタ
  - 他局のテレビドラマ『家政婦のミタ』のパロディ。ベタ3（さん）役は今田・又吉・西森。子供たちの役は栗山・綾部・澤部・直美。父親役のさんまが、娘のIMALUについて触れた。
- さんま&栗山結婚披露宴
  - さんまと栗山の結婚披露宴にCrystal Kayら有名人が続々登場。
- Crystal Kay「Superman」
- 謎解きは笑いのあとで
  - 同局のテレビドラマ『謎解きはディナーのあとで』のパロディ。殺害されたさんまのエピソードを栗山とピカリ隊が暴露。さんまがラストに「紳助ー」と発言。
- エンディング

### 第6回
- オープニングスケッチ
  - 冒頭はピカリ隊による「あわてんぼうのサンタクロース」の替え歌の合唱。その後は、さんま・今田にホストのAIを交えて、『明石家サンタの史上最大のクリスマスプレゼントショー』（本番組の2時間後に生放送）のパロディ。「未だ八木亜希子」役を今田が務めた。一部スタジオ。
- オープニング
- オープニングトーク
  - 出演者全員が出演。
- ラブユークリスマス
  - キャストが1人ずつ、思い入れのあるクリスマスソングと共に、クリスマスの思い出エピソードを披露する。
- AI「ハピネス」
- クリスマスソングメドレー
  - レギュラーキャストが瓶入りコカ・コーラ、ハンドベル、毛笛風船を使って「きよしこの夜」「ジングルベル」を演奏。また合間に、岩井がピアノで「戦場のメリークリスマス」、大林がギターで「サンタが街にやってくる」を演奏。
  - 最後に「サンタが街にやってくる」を全員で合唱。後半には、本番組後に生放送される『明石家サンタ』、『すぽると!』（大阪なみはやドームから）、『うまプロ!』の各スタジオと中継を結ぶ演出も行われた。
- エンディング

## 放送内容（CS版）

### 第1回
- オープニングコント
  - 録画。高倉健のドキュメンタリーのパロディ。タイトルコールはさんま。
- オープニング
- オープニングトーク
  - 『夜のヒットスタジオ』の様に、キャストが次に登場するキャストを紹介。河本の生活保護問題に触れた。
- どんな未来にも愛はある/fulmpool
- サタデーナイトライン
  - 第1弾。本家の「WEEKEND UPDATE」と同様、時事ニュースも絡めて展開されるニュース番組風のコント。安藤たか子（さんま）とAD（今田）のやり取りを中心に描く。終了後に30秒程のセット転換。
- 週末しゃべくりクッキング
  - 馬場と友近のコント。『上沼恵美子のおしゃべりクッキング』のパロディ。
- Answer/flumpool
- 雑誌インタビュー
  - flumpoolが参加。
- 民放シンポジウム
  - 山﨑夕貴が参加。15分程の予定であったが1分程となり番組終了。

### 第2回
- 民放シンポジウム
  - 前回時間切れとなったコント。戸部洋子が参加。地上波テレビの公共放送局（NHK）および在京キー局（日本テレビ・テレビ朝日・TBS・テレビ東京・フジテレビ）の代表6名（順に神宮一郎(今田)、汐留四郎(後藤)、六本木五美(友近)、赤坂六助(秋山)、虎ノ門七太郎(馬場)、台場ハチ(さんま)）が今後のテレビについて討論する。但し、馬場演じる虎ノ門は本番中ずっと居眠りをしていた。観覧席の客への質問コーナーには次長課長（河本が老人、井上がリポーター）が出演。
- オープニング
- オープニングトーク
  - 小堺、さんま、今田のオープニングトーク。
- Brave vibration/土屋アンナ
- 前室にて
  - 舞台裏で録画。小堺が扮する勝新太郎と、さんまによるコント。
- サタデーナイトライン
  - 第2弾。
- 二世対談
  - スタジオ録画。さんまがIMALU、小堺が小堺翔太にそれぞれ扮して対談する。
- Melt In to Blue/土屋アンナ
- 踊れ大捜査線
  - 『踊る大捜査線』のパロディ。土屋も参加。

### 第3回
- オープニングコント
  - 氣志團、さんま、今田の録画コント。
- オープニング
- オープニングトーク
  - 氣志團、さんま、今田のオープニングトーク。
- 俺達には土曜日しかない/氣志團
  - 録画。
- サタデーナイトライン
  - 第3弾。氣志團も参加。
- SECRET LOVE STORY/氣志團
  - 録画。
- 明石家さんまさんに聞いてみないとネ
  - 氣志團が悩みをさんまに相談。
- クリスマスソング
  - ラストに氣志團も参加。

### 第4回
- オープニングコント
  - 竹中、フットボールアワーのオープニングコント。フットが持ちネタ「SOS」を披露。竹中は中津川ジャンボリー君役。
- オープニング
- オープニングトーク
  - 竹中、さんま、今田のオープニングトーク。竹中は中津川ジャンボリー君の格好のまま。
- 蒼い霹靂/T.M.Revolution
  - 録画。
- サタデーナイトライン
  - 第4弾。竹中もガトーショコラつねる役で参加。
- 消臭力
  - 「長州力5人組」、「消臭力5人組」、「ミゲル5人組」が登場。T.M.Revolutionも参加。
- LEVEL4/T.M.Revolution
  - 録画。
- 民放シンポジウム
  - 第3弾。2012年末から2013年始のテレビ番組の振り返りを行った。また、特別枠でスカパー!から小松（岩尾）が参加。観覧席には次長課長の他に山本も出演。

### 第5回
- 開運とんでも鑑定団
  - 川畑、今田、秋山、馬場のオープニングコント。『開運!なんでも鑑定団』のパロディ。
- オープニング
- オープニングトーク
  - 川畑、さんま、今田のオープニングトーク。
- 白い恋人達/川畑要
- サタデーナイトライン
  - 第5弾。コント前に、さんまと今田が前室からスタジオへ行くシーンを挟んだ。
- さんまの楽屋
  - パート1。
- breakthrough/川畑要
- シリーズ日本の祭り～冬編～
  - 川畑も参加。
- さんまの楽屋
  - パート2。
- 民放シンポジウム
  - 第4弾。

### 第6回
- オープニングコント
  - 森山、今田、馬場、山本のオープニングコント。ドラマ『3年B組金八先生』のパロディ。
- オープニング
- オープニングトーク
  - 森山、さんま、今田のオープニングトーク。
- さくら(独唱)/森山直太朗
  - 録画。
- サタデーナイトライン
  - 第6弾。コント前に、さんまと今田、友近演じる吉原たか子が前室からスタジオへ行くシーンを挟んだ。
- 日々/森山直太朗
  - 録画
- さくら
  - 森山が参加。
- エンディング
  - 戸部洋子が参加。しばらくの間、番組を休止することを発表した。

## ネット局と放送時間
| 放送対象地域  | 放送局                    | 系列                                         | 放送曜日・時間     | 備考       |
| ------------- | ------------------------- | -------------------------------------------- | ------------------ | ---------- |
| 関東広域圏    | フジテレビ（CX）          | フジテレビ系列                               | 土曜 23:10 - 23:55 | 制作局     |
| 北海道        | 北海道文化放送（uhb）     | フジテレビ系列                               | 土曜 23:10 - 23:55 | 同時ネット |
| 岩手県        | 岩手めんこいテレビ（mit） | フジテレビ系列                               | 土曜 23:10 - 23:55 | 同時ネット |
| 宮城県        | 仙台放送（OX）            | フジテレビ系列                               | 土曜 23:10 - 23:55 | 同時ネット |
| 秋田県        | 秋田テレビ（AKT）         | フジテレビ系列                               | 土曜 23:10 - 23:55 | 同時ネット |
| 山形県        | さくらんぼテレビ（SAY）   | フジテレビ系列                               | 土曜 23:10 - 23:55 | 同時ネット |
| 福島県        | 福島テレビ（FTV）         | フジテレビ系列                               | 土曜 23:10 - 23:55 | 同時ネット |
| 新潟県        | 新潟総合テレビ（NST）     | フジテレビ系列                               | 土曜 23:10 - 23:55 | 同時ネット |
| 長野県        | 長野放送（NBS）           | フジテレビ系列                               | 土曜 23:10 - 23:55 | 同時ネット |
| 静岡県        | テレビ静岡（SUT）         | フジテレビ系列                               | 土曜 23:10 - 23:55 | 同時ネット |
| 富山県        | 富山テレビ（BBT）         | フジテレビ系列                               | 土曜 23:10 - 23:55 | 同時ネット |
| 石川県        | 石川テレビ（ITC）         | フジテレビ系列                               | 土曜 23:10 - 23:55 | 同時ネット |
| 福井県        | 福井テレビ（FTB）         | フジテレビ系列                               | 土曜 23:10 - 23:55 | 同時ネット |
| 中京広域圏    | 東海テレビ（THK）         | フジテレビ系列                               | 土曜 23:10 - 23:55 | 同時ネット |
| 近畿広域圏    | 関西テレビ（KTV）         | フジテレビ系列                               | 土曜 23:10 - 23:55 | 同時ネット |
| 鳥取県 島根県 | 山陰中央テレビ（TSK）     | フジテレビ系列                               | 土曜 23:10 - 23:55 | 同時ネット |
| 岡山県 香川県 | 岡山放送（OHK）           | フジテレビ系列                               | 土曜 23:10 - 23:55 | 同時ネット |
| 広島県        | テレビ新広島（TSS）       | フジテレビ系列                               | 土曜 23:10 - 23:55 | 同時ネット |
| 愛媛県        | テレビ愛媛（EBC）         | フジテレビ系列                               | 土曜 23:10 - 23:55 | 同時ネット |
| 高知県        | 高知さんさんテレビ（KSS） | フジテレビ系列                               | 土曜 23:10 - 23:55 | 同時ネット |
| 福岡県        | テレビ西日本（TNC）       | フジテレビ系列                               | 土曜 23:10 - 23:55 | 同時ネット |
| 佐賀県        | サガテレビ（STS）         | フジテレビ系列                               | 土曜 23:10 - 23:55 | 同時ネット |
| 長崎県        | テレビ長崎（KTN）         | フジテレビ系列                               | 土曜 23:10 - 23:55 | 同時ネット |
| 熊本県        | テレビくまもと（TKU）     | フジテレビ系列                               | 土曜 23:10 - 23:55 | 同時ネット |
| 鹿児島県      | 鹿児島テレビ（KTS）       | フジテレビ系列                               | 土曜 23:10 - 23:55 | 同時ネット |
| 沖縄県        | 沖縄テレビ（OTV）         | フジテレビ系列                               | 土曜 23:10 - 23:55 | 同時ネット |
| 宮崎県        | テレビ宮崎（UMK）         | フジテレビ系列 日本テレビ系列 テレビ朝日系列 | 土曜 24:50 - 25:35 | 14日遅れ   |

- フジテレビ系列と日本テレビ系列のクロスネット局であるテレビ大分（TOS）では未放送。

## スタッフ

### 地上波版
- ナレーション：ピーター・ヴァン・ガーム（Peter von Gomm）
- 監修：片岡飛鳥・小松純也（第1回 - 6回、共にフジテレビ）
- 構成：
  - （第1回）：福田雄一、オークラ、大平尚志、酒井義文、向田邦彦 
  - （第2回）：松井洋介、石原健次、樅野太紀、柏木克紀
  - （第3回）：石原健次、渡辺真也、桝本壮志、樅野太紀、大平尚志
  - （第4回）：福田雄一、桝本壮志、山内正之、大平尚志 / 三谷幸喜
  - （第5回）：石原健次、くらなり、樅野太紀、大井洋一
  - （第6回）：大岩賞介、詩村博史
- 音楽指導：門司肇（第6回）
- TP（テクニカルプロデューサー）：塩津英史（第3回 - 6回）
- TD（テクニカルディレクター）：高瀬義美（第1回 - 6回）
- MA（マルチオーディオ）
  - 吉田肇（第1・2回）
  - 阿部雄太（第3回）
  - 宝積伸示（第4回）
  - 駒井仁（第5回）
- SW（スイッチャー）：
  - （第1回）：河西純
  - （第2・6回）：高田治
  - （第3回 - 第5回）：小川利行
- CAM（カメラマン）：遠山康之（第1回 - 6回）
- VE（ビデオエンジニア）：
  - （第1・3回）：齋藤雄一
  - （第2・4回）：宮本学
- 音声：
  - （第1回 - 6回）：高橋幸則
  - （第4・6回）：鹿又健一
- PA（パブリックアドレス）：
  - （第1回）：松田勝治
  - （第2回 - 6回）：佐々木洋
- 照明：安藤雄郎（第1回 - ）
- 美術プロデュース：桐山三千代（フジテレビ、第1回 - 6回）
- デザイン：武田麻衣子（フジテレビ、第1回 - 6回）
- 美術進行：
  - （第1回 - 6回）：林勇
  - （第3・4回）：林直樹
  - （第6回）：石田博巳
- 大道具：佐藤貴志（第1回 - 6回）
- 装飾：羽染香樹（第1回 - 6回）
- 持道具：後藤綾（第1回 - 6回）
- 衣裳：
  - （第1回）：杉山
  - （第2・6回）：珍田愉華
  - （第3回 - 6回）：津幡真優
- メイク：原田智佳（第1回 - 6回）
- かつら：佐野泰葉（第1回 - 6回）
- 振り付け：三浦享（第1回 - 第3回）
- 視覚効果：中溝雅彦（第1回 - 6回）
- 電飾：樋口真樹（第1回 - 6回）
- アクリル装飾：斉藤祐介（第1回 - 6回）
- 生花装飾：荒川直史（第1回 - 6回）
- 植木装飾：後藤健（第1回 - 6回）
- CG：瀬井貴之（第1回 - 6回）
- フォトグラファー：Bee（第1回 - 3回）
- TK（タイムキーパー）：
  - 松下絵里（第1・6回）
  - 江野澤郁子（第2回）
  - 海老澤慶子（第1・4回 - 6回）
  - 水越理恵（第3・4回）
  - 平野美紀子（第3回）
  - 楮本真澄（第5回）
- 編集：
  - 武藤洋徳（第1・3回）
  - 鈴木敬二（D-Craft、第2・6回）
  - 山崎洋（第4・5回）
- 音響効果：
  - 松長芳樹（第1・4・5回、Digital Circus）
  - 千本洋（第1回、Digital Circus）
  - 大久保吉久（3×7、第2・6回）
  - 高田智彰（第3回）
- 音楽：
  - 渡辺俊也（第1・2・5・6回）
  - 渡辺道啓（第3・4回）
- 編成：
  - 高瀬敦也（フジテレビ、第1・2回）
  - 安喜昌史（第3回 - 6回）
- 広報：片山正康（フジテレビ、第1回 - 6回）
- デスク：
  - 市川亜季（第1・3回 ）
  - 長沼明日香（第3回 - 6回）
- AP（アシスタントプロデューサー）：
  - 藤井貴代美（フジテレビ、第1・3回 - 5回）
  - 小坂井望江（第1・2回）
  - 五十嵐久也（第3・4回）
  - 長沼明日香（第4回）
  - 高橋味楓（第6回）
- ディレクター：
  - 藤井貴代美（第2・6回）
  - 井上洋平（第3回）
  - 福山晋司・木月洋介・日置祐貴（第3回 - 6回、フジテレビ）
- 音楽ディレクター：
  - 板谷栄司（第1・2回）
  - 浜崎綾（第3回 - 6回）
  - 松本絵理（第4回）
- 音楽プロデューサー：きくち伸（フジテレビ、第1回 - 6回）
- プロデューサー：
  - 坪倉大輔（よしもとクリエイティブ・エージェンシー、第1回 - 6回）
  - 中嶋優一[注釈 1]（第1・2・5・6回）
  - 北口富紀子（第3・4回）
  - 高橋味楓（第3回）
- チーフプロデューサー：明松功[注釈 2]（フジテレビ、第5回 - 6回）
- 総合演出：
  - （第1回）：藪木健太郎（フジテレビ）
  - （第2回）：渡辺琢（フジテレビ）
  - （第3回）：小仲正重（フジテレビ）
  - （第4回）：金子傑（フジテレビ）
  - （第5回）：出口敬生（フジテレビ）
  - （第6回）：三宅恵介（フジテレビ）
- 制作：港浩一（フジテレビ、第1回 - 6回）
- ライセンス：Broadway Video Enterprises、NBC Universal Media, LLC
- 収録スタジオ：フジテレビ V4スタジオ
- 技術協力：ニユーテレス、FLT、IMAGICA、BABY SOUND LUCK
- 美術協力：VIVID、TRI TERASU
- 協力：Halftone Music、LAND、DECKS、LONGBOARD CAFE
- 制作協力：吉本興業
- 制作：フジテレビバラエティ制作センター
- 制作著作：フジテレビ

### CS版
- スーパーバイザー：小松純也（フジテレビ）
- 演出：藪木健太郎・渡辺琢・小仲正重・金子傑・竹内誠・出口敬生・三宅恵介（7名共にフジテレビ）
- プロデューサー：生沼敏行、城下拓也、平野雄太
- 制作著作：フジテレビNEXT